# سنتز اکسازول فیشر
سنتز اکسازول فیشر (انگلیسی: Fischer oxazole synthesis) یک واکنش سنتز آلی است که برای تولید اکسازول‌ها استفاده می‌شود. در طی این واکنش،یک سیانوهیدرین و یک آلدهید در حضور هیدروکلریک اسید آبگیری شده واکنش داده و یک اکسازول تولید می‌کنند. این واکنش نخستین بار توسط شیمیدان آلمانی هرمان امیل فیشر در سال ۱۸۹۶ کشف شد. شکل کلی این واکنش در شکل زیر نشان داده شده است:
به عنوان مثال می‌توان به واکنش زیر اشاره کرد: